# Спинело (Форли-Чезена)
Спинело је насеље у Италији у округу Форли-Чезена, региону Емилија-Ромања.
Према процени из 2011. у насељу је живело 155 становника. Насеље се налази на надморској висини од 827 м.